# 東京2020オリンピック (映画)
『東京2020オリンピック SIDE:A/SIDE:B』（とうきょう2020オリンピック サイド:エー/サイド:ビー）は、2021年に開催された東京オリンピックの公式記録映画。河瀨直美が総監督を務め、アスリートを中心に描く「SIDE:A」と、関係者・スタッフを中心に描く「SIDE:B」の2部作形式で公開された。

## 製作
2018年10月23日に行われた会見にて東京2020オリンピック競技大会の公式映画監督に河瀨直美が就任することが発表された。公式映画に女性監督が就任したのはこれで5人目、日本で行われた大会においては初めてとなった。河瀨監督は「自分に与えられた役割を全うしたい。いつも通り等身大で。五輪で日本がどんな変化を遂げるか。物語を伴った作品にすることで世界中の人の心を動かせると思う」と抱負を述べた上で、国民体育大会のバスケットボール奈良県代表として出場した過去を踏まえながら、「映画監督になったのはこのためじゃないかと思うくらいに、再びスポーツに向き合うことになったのは運命のような気がします」と語り、映画の内容については「東北を中心とした被災地の復興とスポーツの関わり」「ボランティアの活動」について織り込みたいと構想を明かした。また、東京オリンピック・パラリンピック競技大会組織委員会会長（2018年当時）の森喜朗は「河瀬直美監督は、高校時代バスケットの国体選抜メンバーだったとのことで、スポーツに対して非常に熱い想いを持っておられると聞いております。監督がどのような視点でオリンピックを見つめ、どのように歴史として残してくださるか、今から非常に楽しみです」と同会見上でコメントした。
映画は2021年春の完成を予定し、2019年7月の大会1年前イベントから撮影をスタートし、2020年3月上旬から全競技会場の視察や松島基地で行われた聖火到着式にも立ち会ったが、新型コロナウイルス感染症（COVID-19）の世界的流行に伴い、大会は1年延期する形となったため、撮影も大幅な軌道修正を余儀なくされた。しかし、その中でも開催延期が決まった2020年3月24日から数日間は延期にともなって対応に追われる関係者の姿を追い、その後は拠点の奈良市に戻って約4か月間、リモートで東京の医療関係者を精力的に取材を行い、2020年12月23日に行われた開閉会式の演出チームが解散する会見や2021年2月4日に行われた森喜朗の女性蔑視発言に伴う組織委員会会長辞任会見にもカメラを回し取材をした。撮影した映像は大会開催までの道のりだけでも400時間を超え、大会期間中も15人のディレクターを含む150名以上のスタッフと50台にも及ぶカメラで撮影を記録し、閉会式までスタッフ全員がCOVID-19に罹患しなかったことを河瀨監督の公式Instagramで投稿した。
大会終了後は750日、5000時間にも及んだ撮影の編集作業に入り、2021年12月15日には配給元の東宝のラインアップ発表会見にて公開時期を2022年6月と決定したことが発表された。公開時期を6月にした理由について東宝の上田太地企画調整部長は「河瀬さんは、いろいろ（ルートを）持っていらっしゃる。可能であれば、良いタイミングなのではないか?」と世界3大映画祭の1つであるカンヌ国際映画祭への出品を期待してのことだと示唆した。2022年3月24日には製作報告会見にて正式な公開日や「SIDE:A」と「SIDE:B」という2部作形式での公開となることが発表された。河瀨監督は会見にて「大会が1年延期する異例の事態となった。その時点で撮影も始まっていたので、そこからの1年間を描かないわけにはいかない。オリンピック期間中のアスリートたちの模様を描くだけではなく、今回の事態を記録し、未来に伝えていかなければいけないんじゃないかと思い、撮影中から2本で作れたらいいなと考えていました」と語り、「大会の光と影」の「影」の部分を収めていることについては「女性蔑視があり、ジェンダーイコーリティのバランスが悪い今の日本において、森会長の発言によってその事実がたくさんの人に伝わり『私たちはこのままではいけない』といい意味で変わっていくきっかけになったのであれば、しっかりと記録に残すべきと思っています」と語った。

## 公開
「SIDE:A」は全国200館で公開され、オープニング3日間の動員は1万2208人、興収は1667万1600円、土日2日間の興収は約1200万円という非常に厳しいスタートとなった。
「SIDE:B」は全国170館で公開され、オープニング3日間の動員は6877人、興収は937万1800円となった。

## 評価
前田有一は「SIDE:A」を初日に品川で鑑賞し、「初日なのに観客は9人しかいなかった。敬遠された理由はいくつもの問題が発覚した上に、反感を買った事だと思う」「河瀬は作家性が強く、ただでさえ“独善”と批判されがち。万人受けとは真逆の作風なので、こうなる可能性は十分予測できた」「国内よりも欧米ウケを意識したのかもしれません」と論評している。

## スタッフ
- 総監督 - 河瀨直美
- 製作・著作 - International Olympic Committee
- 企画 - 東京2020組織委員会
- 制作 - 木下グループ
- 配給 - 東宝
- 「SIDE:A」音楽 - 藤井風
- 「SIDE:A」メインテーマ曲 - 藤井風「The sun and the moon」[19]

## Blu-ray / DVD
キノフィルムズよりBlu-ray DiscとDVDが発売された。
- Blu-ray
  - 東京2020オリンピック SIDE:A／SIDE:B　品番：TCBD-1318　発売日：2022年10月26日[20]
- DVD
  - 東京2020オリンピック SIDE:A／SIDE:B　品番：TCED-6635　発売日：2022年10月26日[21]